# Development Cup žen 2023
Development Cup 2023 žen byl 2. ročník turnaje národních družstev v ledním hokeji pro týmy žen z Evropy, Asie a Jižní Ameriky, jejichž národní hokejové federace jsou členy IIHF a nezúčastní se v daném roce turnaje Mistrovství světa. Uskutečnil se od 6. do 12. listopadu 2023 v Krynici-Zdróji v Polsku za účasti čtyř zemí. Jednotlivé reprezentace se utkali systémem každá s každou v jedné skupině a poté ještě v semifinále a zápasech o pořadí. Vítězem se stala Kolumbie před Argentinou a Íránem

## Výsledky

### Základní skupina
|     |           | Kolumbie | Argentina | Írán | Irsko | V | VP | PP | P | VG | OG | B |
| SF1 | Kolumbie  | ***      | 7:4       | 1:0  | 8:4   | 3 | 0  | 0  | 0 | 16 | 8  | 9 |
| SF2 | Argentina | 4:7      | ***       | 5:1  | 9:2   | 2 | 0  | 0  | 1 | 18 | 10 | 6 |
| SF2 | Írán      | 0:1      | 1:5       | ***  | 6:2   | 1 | 0  | 0  | 2 | 7  | 8  | 3 |
| SF1 | Irsko     | 4:8      | 2:9       | 2:6  | ***   | 0 | 0  | 0  | 3 | 8  | 23 | 0 |

### Play-off

#### Semifinále
|  | SF1 | Kolumbie  | 8:1 | Irsko |
|  | SF2 | Argentina | 2:1 | Írán  |

#### Play-off
|    | Finále     |      | Argentina |
| 1. | Kolumbie   | ***  | 6:2       |
| 2. | Argentina  | 2:6  | ***       |
|    | o 3. místo | Írán | Irsko     |
| 3. | Írán       | ***  | 3:1       |
| 4. | Irsko      | 1:3  | ***       |